# Józef Harasiewicz
Józef Harasiewicz (ur. 19 marca 1931 w Lublinie, zm. 6 marca 2005 w Krakowie) – polski aktor teatralny i filmowy.

## Życiorys

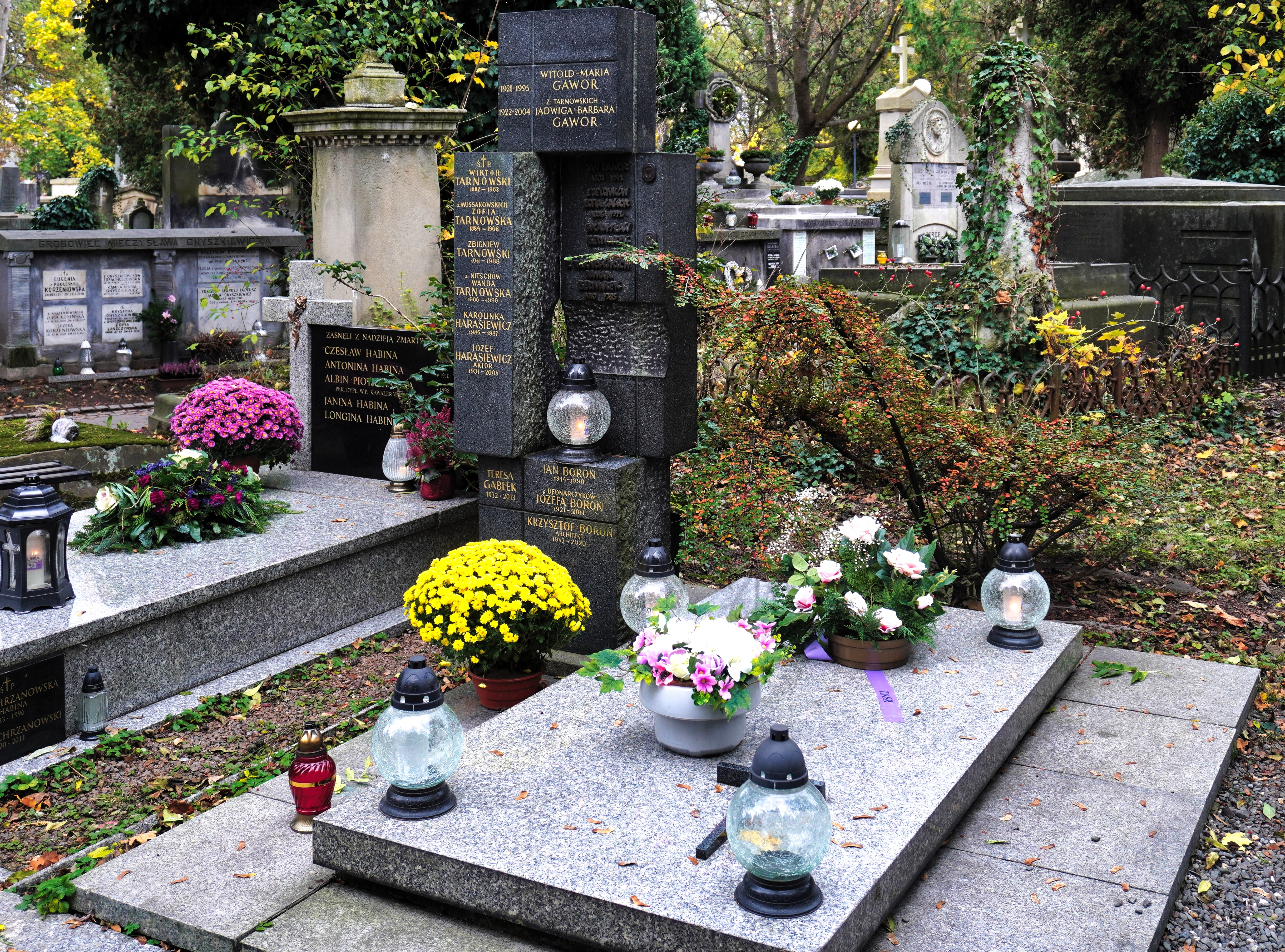
Grób Józefa Harasiewicza na Cmentarzu Rakowickim w Krakowie

Absolwent Wydziału Aktorskiego Państwowej Wyższej Szkoły Teatralnej w Krakowie (1959).
Był członkiem zespołów teatralnych: Sceny Polskiej w Czeskim Cieszynie (1959-1960), Teatru Ludowego w Krakowie (1960-1966, 1968-1970), Teatru Ziemi Krakowskiej im. Ludwika Solskiego w Tarnowie (1966-1968), Teatru im. Juliusza Słowackiego w Krakowie (1970-1985) oraz Teatru Satyry „Maszkaron” w Krakowie (1986-1993). Wystąpił także w siedemnastu przedstawieniach Teatru Telewizji (1963-1984) oraz dwudziestu czterech audycjach Teatru Polskiego Radia (1962-1984). Ponadto w latach 1960-1961 pełnił funkcję asystenta na krakowskiej PWST.
Został pochowany na cmentarzu Rakowickim w Krakowie.

## Filmografia
- Krajobraz po bitwie (1970) - kapo
- Janosik (1974) - odc. 7
- Wodzirej (1977) - lekarz
- 07 zgłoś się (1978) - Amerykanin na przejściu granicznym (odc. 6)
- Zaproszenie (1986)